# Miami City Hospital, Edificio No.º 1
El Hospital de la Ciudad de Miami, Edificio N.º 1  es un hospital histórico ubicado en Miami, Florida. El Hospital de la Ciudad de Miami, Edificio n.º 1 se encuentra inscrito  en el Registro Nacional de Lugares Históricos desde el 31 de diciembre de 1979.

## Ubicación
Hospital de la Ciudad de Miami, Edificio N.º 1 se encuentra dentro del condado de Miami-Dade en las coordenadas 25°47′29″N 80°12′45″O / 25.791389, -80.2125.